# Julie Christmas
Julie Christmas (25 de diciembre de 1975) es una cantante estadounidense proveniente de Brooklyn, Nueva York. Christmas es su segundo nombre legal y fue nombrada así por haber nacido el día de la Navidad. Fue la cantante y líder de la extinta banda de noise rock radicada en Brooklyn Made Out of Babies y del extinto supergrupo de post-metal Battle of Mice. En el 2010 lanzó su primer álbum, The Bad Wife ampliamente aclamado por la crítica, y en el 2016, colaboró enteramente en el álbum Mariner de la banda sueca de post metal Cult of Luna.

## Historia
Julie Christmas pasó la mayor parte de los años 2000 desempeñándose como vocalista de la banda de noise rock Made Out of Babies y del supergrupo de corta duración Battle of Mice, el cual contaba con miembros de bandas como The Book of Knots, Fugees, Neurosis y Red Sparowes. Participó en tres álbumes de estudio de Made Out of Babies — Trophy (de 2005), Coward (de 2006) y The Ruiner (de 2008) — antes de que la banda permaneciera inactiva por algunos años y anunciara su separación oficial en el año 2012. Battle of Mice lanzó un solo álbum de estudio — A Day of Nights en el año 2006 — y algunos cuantos EP antes de separarse en 2009.
Julie Christmas colaboró como vocalista en la canción "Generation of Ghosts" de la banda Mouth of the Architect en su álbum Quietly lanzado en 2008.
Christmas también se vio envuelta en Spylacopa, un proyecto de música experimental encabezado por el guitarrista de Candiria John LaMacchia junto a Greg Puciato de The Dillinger Escape Plan y Jeff Caxide de Isis. Spylacopa lanzó un EP homónimo en el año 2008 seguido de un álbum de estudio en 2015.
Julie Christmas lanzó su álbum debut en solitario titulado The Bad Wife a finales de 2010 a través del sello Rising Pulse Records. El primer sencillo "July 31" fue utilizado en los créditos finales de la película Wrong Turn at Tahoe del año 2009, protagonizada por Cuba Gooding Jr. . Christmas a dicho que usa su carrera en solitario para separarse creativamente de sus proyectos principales más demandantes. Comentó: "Al comenzar a trabajar en The Bad Wife, estaba envuelta en diferentes proyectos que eran ásperos, agresivos e involucraban muchos gritos. Se que no puedo separarme de ese tipo de trabajos y no quiero hacerlo, solo que el día a día me lleno de emociones que no tienen nada que ver con la ira, como cualquier otra persona. Este proyecto inició como una forma de mostrar la importancia de otros sentimientos, como el amor." El álbum fue aclamado por la crítica una vez lanzado. Iann Robinson de CraveOnline dio 9 de 10 de calificación y comentó: "The Bad Wife es uno de los mejores álbumes lanzados este año." Christopher R. Weingarten de Spin alabó el material y comentó: "Ya sea que Christmas este ahogándose o haciendo "headbanging", The Bad Wife es notablemente íntimo, con la cantante dejando su voz graznar, chillar y jadear, encontrando todavía las más reveladoras notas de entre las mismas."
El momento de lanzar The Bad Wife, Christmas comentó que estaba trabajando en un libro titulado The Scribbles and Scrapes of Amy Anyone: A Multiple Personality Autobiography (Los garabatos y deshechos de Amy Cualquiera: Una autobiografía con personalidad múltiple), el cual cuenta con ilustraciones de la artista Nix Turner, conocida por su trabajo con Emily the Strange. El libro iba a ser acompañado por un álbum musical el cual se reproducía al momento de ir leyendo e indicaba al lector dar vuelta a la página.
En el año 2012, Christmas apareció en el álbum From Beyond Love de Strings of Consciousness. En 2015, apareció como invitada en el álbum de Pigs Wronger.
Christmas colaboró como vocalista principal en Mariner el séptimo álbum de la banda sueca de post-metal Cult of Luna, el cual fue lanzado el 8 de abril de 2016. Como sus álbumes anteriores,  Mariner es un álbum conceptual, el cual abarca temas sobre explorar en el espacio exterior.
Christmas también participó en el festival holandés de metal Roadburn en abril de 2023, en ese mes también presentó su nuevo sencillo "Not Enough".

## Discografía
como Solista
- The Bad Wife (2010, Rising Pulse)[3]
- Coextinction Records 5 (Sencillo) (2011, Coextinction)[10]

Con Made Out of Babies
- Trophy (2005, Neurot)
- Coward (2006, Neurot)[3]
- The Ruiner (2008, The End)[3]

con Battle of Mice
- Triad (split con Made Out of Babies y Red Sparowes) (2006, Neurot)[3]
- A Day of Nights (2006, Neurot)[3]
- Jesu / Battle of Mice (split con Jesu) (2008, Robotic Empire)

con Spylacopa
- Spylacopa (2008, Rising Pulse)[3]
- Parallels (2015, Rising Pulse)

como Cult of Luna y Julie Christmas
- Mariner (colaboración con Cult of Luna) (2016, Indie)[9]

como Invitada
| Año  | Artista                  | Álbum            | Tema                         |
| ---- | ------------------------ | ---------------- | ---------------------------- |
| 2008 | Mouth of the Architect   | Quietly          | "Generation of Ghosts"       |
| 2012 | Strings of Consciousness | From Beyond Love | "The Drone from Beyond Love" |
| 2015 | Pigs                     | Wronger          | "Bug Boy"                    |